# 日惹原則
《日惹原則》全稱為《關於將國際人權法應用於性傾向和性別認同相關事務的日惹原則》（Yogyakarta Principles on the Application of International Human Rights Law in Relation to Sexual Orientation and Gender Identity），是與性傾向和性別認同有關的一套國際人權法原則，旨在將現有國際人權公約的國家人權義務應用在性傾向和性別認同的相關事務上，訂定出性傾向和性別認同的人權準則，共計29項原則，於2006年11月在印度尼西亚城市日惹舉行專家會議，2007年3月在日內瓦對外發表。
《日惹原則》於2017年9月在瑞士日內瓦舉行專家會議加以增補，11月對外發表，稱為《日惹原則十週年》（日惹原則 +10），全稱為《將國際人權法應用於性傾向、性別認同、性別表達和性徵相關事務的附加原則和國家義務以補充日惹原則》（Additional Principles and State Obligations on the Application of International Human Rights Law in Relation to Sexual Orientation, Gender Identity, Gender Expression and Sex Characteristics to Complement the Yogyakarta Principles），源於過去十年來，國際人權法領域有了重要發展，對個人基於性傾向和性別認同而遭受侵害的情況有更多瞭解，也認識到性別表達和性徵的獨特性和交織性。《日惹原則十週年》補充了9項原則，連同之前的原則共計38項原則，並就其中12項原則補充111項國家應有的義務。
《日惹原則》不是國際人權公約，也非聯合國大會或人權理事會的決議，而是一群專家共同通過的國際人權公約解釋與適用方針的指導性文件。由於《日惹原則》被不少聯合國文件和法院判決（如巴西、印度、尼泊爾等）引用，逐漸產生權威性的解釋效力。

## 歷史
2006年11月6日到9日，國際法學家委員會（International Commission of Jurists）和國際人權服務社（International Service for Human Rights）在日惹加查馬達大學召開會議，邀請一批專家，其背景包括法官、學者、前聯合國人權事務高級專員、聯合國特別報告員、條約機構成員、非政府組織，以及其他人員，共同通過了關於性傾向和性別認同的國際人權法原則。
愛爾蘭人權專家麥可·奧弗拉赫蒂（Michael O'Flaherty）是報告員，負責草擬並發展在會議之後通過的《日惹原則》。維特·蒙丹蓬（Vitit Muntarbhorn）和索妮亞·科瑞亞（Sonia Corrêa）共同擔任主席。最後定案的文件「包含由專家們一致通過的29條原則，以及對政府、區域性的政府間組織、公民社會和聯合國本身的建議」。
這些原則以會議舉辦地日惹為名，並以聯合國的六種工作語言發布。《日惹原則》並非國家所簽訂的人權條約，因此在國際人權法中不具有直接的約束效力。不過，《日惹原則》的目的，是作為解釋現有人權條約的輔助工具，其立場是主張既有的國際人權公約本身就已涵蓋對於性傾向與性別認同的保護，這些原則只是加以清楚地解釋。
完成的《日惹原則》於2007年3月26日在日內瓦的公開活動中作為LGBT的人權憲章發表，該活動刻意選擇和聯合國人權理事會的會議同時舉行。大使、其他國家代表、前聯合國人權事務高級專員、聯合國特別報告員、條約機構成員、參與制定的專家和非政府組織代表們，出席了此次發表會。通過召開理事會的會外活動（Side Events，或譯為周邊活動）小組會議，鼓勵立即在人權理事會上討論這些原則。
2007年10月27日，麥可·奧弗拉赫蒂在國際LGBTI聯合會歐洲分會（ILGA Europe）的大會上發表演講；他表示「每一項人權都屬於我們每個人。我們擁有人權是因為我們存在，不是因為我們是同性戀或異性戀，也不論我們的性別認同為何。然而，在許多情況下，這些人權並未受到尊重或實現，而《日惹原則》的目的就是糾正這種狀況。」
2007年11月7日，在聯合國紐約總部舉辦的一個會外活動（Side Events）小組會議，介紹了《日惹原則》，由支持LGBT人權的非政府組織加以規劃，與巴西、阿根廷和烏拉圭政府共同主辦，並與聯合國大會的社會、人道主義、和文化委員會（第三委員會）會議同時舉行，有大約20個國家的外交代表、聯合國人權事務高級專員、非政府組織等人員參與。
日惹原則發表後，雖然得到某些國家的歡迎，並在一些聯合國機構的文件中得到引用，但將日惹原則用於聯合國的報告中也遭到某些國家的反對。
日惹原則發表十年後，國際人權服務社和國際ARC（ARC International），與人權專家及公民社會中的利益關係方會談，由8名人士組成起草委員會，負責草擬《日惹原則十週年》。委員會對外公開徵求意見，擬定了草案，並於2017年9月18日至20日在日內瓦舉行的專家會議中加以討論。《日惹原則十週年》在2017年11月27日發布。《日惹原則十週年》「補充了原來的29項日惹原則，並制定了9項附加原則，涵蓋資通訊技術、貧窮和文化多樣性等一系列的權利。還有111項附加國家義務，是在過去十年中針對最初的29項原則而產生的，包括酷刑、庇護、隱私和健康以及保護人權維護者等領域。」。

## 概述

### 日惹原則
日惹原則的概要如下：
- 序言：序言承認基於性傾向與性別認同而侵犯人權的情況，建立了相關的法律框架，並提供關鍵術語的解釋。

- 普遍享有人權，不歧視和法律承認的權利：原則1至3規定了人權的普遍性原則及其對所有人不歧視的適用原則，以及人人有被承認為法律主體之權利。

例：
將同性性行為定罪的法律違反了不歧視的國際人權（聯合國人權事務委員會的決定）。
- 人類與個人安全的權利：原則4至11涉及生命的基本權利，免於遭受暴力和酷刑，保障隱私权，暢通的司法管道（英语：access to justice）（Access to justice），不受到任意拘留。

例：
儘管聯合國決議強調，不得對“成年人之間自愿的性關係”判處死刑，死刑仍然用於同性之間自願的成年性行為。
11名男子在同性戀酒吧被捕，被關押一年以上。聯合國任意拘留問題工作組的結論是，這些男子被拘留違反國際法，並關切地注意到“其中一名囚犯因任意拘留而死亡”。
- 經濟，社會和文化的權利：原則12至18規定不歧視在享有經濟，社會和文化權利方面的重要性，包括就業（英语：Right to work），居住，社會安全，教育，及健康。

例：
女同性戀和跨性別女性遭受歧視、無家可歸、受到暴力侵犯的風險增加（見聯合國適當住房權問題特別報告員的報告）。
表現出同性愛傾向的女孩遭遇歧視，並從教育機構被驅逐出去（聯合國受教育權特別報告員的報告）。
聯合國人權事務高級專員對“禁止變性者的性別重置手術或要求雙性人違背意願進行這樣手術”的法律表示關切。
- 表達（Expression）、闡意（Opinion）、結社的權利：原則19至21強調表達自我、自我身份（identity）、自我情慾（sexuality）的自由，不受國家基於性傾向與性別認同的干涉，也包括以和平的方式參與公共集會和活動，以及在社群中和他人共組社團。

例：
基於性傾向和性別認同推動平等的和平集會遭到當局的禁止，參加集會的人遭到警察和極端的民族主義者的騷擾與威脅，他們叫囂這樣的口號“我們來抓住這些亂搞的同性戀”，“我們將像希特勒對待猶太人一樣對待你們”（見聯合國種族主義、種族歧視、仇外心理和相關不容忍行為之當代形式特別報告員的報告）。
- 遷徙自由和庇護：原則22和23強調了個人尋求庇護，避免受到基於性傾向和性別認同迫害的權利。

例：
應該對有事實根據，擔憂會遭受基於性傾向迫害的人提供避難保護（“联合国难民署指引”）。
- 參與文化和家庭生活的權利：原則24至26涉及人們參與家庭生活，公共事務和他們社群中文化生活的權利，不受性傾向或性別認同的歧視。

例：
在分配伴侶福利，如遺屬年金時，國家有義務不對同性關係、異性關係作差別對待（聯合國人權事務委員會的決定）。
- 人權維護者的權利：原則27承認維護與促進人權，不受性傾向或性別認同的歧視，國家有義務保護在這些領域工作的人權維護者。

例：
世界各國和地區從事性傾向和性別認同問題工作的人權維護者“遭到威脅，住家與辦公室遭到洗劫，他們本人遭到攻擊、酷刑、性虐待，經常性地遭受死亡威脅，甚至被殺害。這方面的主要關切是，這些案例幾乎完全缺乏相關權威機構的認真重視”（聯合國秘書長的特別代表在人權維護者事務上的報告）。
- 補償和問責的權利：原則28和29確認了對侵犯人權者追究責任的權利，並確保權利受到侵害者能獲得適當的補償。

例：
聯合國人權事務高級專員對“暴力攻擊女同性戀/男同性戀/雙性戀/跨性別人群者的有罪不罰”和“國家進行有效保護的責任”表達關切。高級專員提到，“將女同性戀/男同性戀/雙性戀/跨性別人群排除於保護之外明顯違反了國際人權法，也背離了界定我們所有人的人性共通標準”。
- 進一步的建議：《日惹原則》向國家人權機構，專業團體，基金會，非政府組織，人權高級專員，聯合國機構，條約機構，特別程序以及其他團體，提出了16條進一步的建議。

例：
本原則以此結尾，藉由承認各方行為者促進和保護人權的責任，並將這些標準整合至他們的工作之中。舉例來說，2006年12月1日，在聯合國區域集團的5個地區中，4個地區的54個國家在聯合國人權理事上發表了一項聯合聲明，敦促人權理事會“對基於性傾向和性別認同的人權侵犯行為給予應有的重視”，讚揚了公民社會在此領域的工作，並“呼籲所有的特別程序和條約機構在他們相關的任務範圍內，繼續將基於性傾向與性別認同人權侵犯行為的審議加以整合”。一如此聲明所承認，亦如《日惹原則》所申明，有效保護人權確實是所有人的責任。

### 日惹原則＋10
《日惹原則十週年》制定了9項附加原則，涵蓋了：
- 序言：序言承認原則是以國際人權法的現狀作為基礎，會需要定期修訂，以考慮法律、科學、社會的發展和不同人群的生活、經驗變化；認識到不同性傾向、性別認同、性別表達和性徵的個人和群體有各自的需求、特徵和人權狀況；基於性傾向、性別認同、性別表達和性徵所產生的歧視，具有各自的獨特性和交織性，也會和其他身份或狀態的歧視結合，形成複合歧視。
- 獲得國家保護、法律承認和身心完整的權利：原則30、31、32建立了國家對於暴力、歧視和其他傷害，有預防、調查和懲罰的責任，並保證個人的自我決定權。
- 不因性傾向、性別認同、性別表達或性徵而遭受刑事化和懲罰的權利：原則33需要國家保證任何法律條款─無論明示或概括，不基於性傾向、性別認同、性別表達或性徵將人定罪或處罰。
- 防止貧窮和享有公共衛生的權利：原則34和35提醒國家，貧窮和缺乏可使用公正（equitable）、充分、安全、牢靠的公共和個人衛生設施（sanitation and hygiene），不符合對於人權之尊重。
- 享有關於資訊和通訊技術的權利：原則36建立了使用資訊和通訊技術的權利，不必擔憂基於個人性傾向、性別認同、性別表達或性徵的暴力、歧視和迫害，也不會遭受這樣的風險。
- 獲知真相的權利：原則37保證有權獲知事實、背景情況和侵害發生原因的真相。
- 實踐、保護、保存、復振文化多樣性：原則38保證對於所有形式的性傾向、性別認同、性別表達和性徵人群，有實踐、保護、保存和復振其文化表達多樣性的權利。

另外還有111項附加國家義務，是在過去十年中針對最初的29項原則而產生的，涉及了酷刑、庇護、隱私和健康以及保護人權維護者等12項原則，並在最後向國家人權機構和體育組織提出了進一步的建議。
總體來說，《日惹原則十週年》是在過去十年案例的基礎上加以發展，承認了交織性在原則應用的重要性，並特別加強了與性別認同、性別表達和性徵有關的權利。

## 双性人和日惹原則
“日惹原則”只簡短涉及到双性人。亞太地區國家人權機構論壇（APF）在“關於性取向，性別認同和性別特徵方面促進和保護人權的手冊”中指出，“這些原則並未恰當地或足夠地應用双性人方面的國際人權法，並沒有明確區別出性徵。”
這些問題在《日惹原則十週年》的更新中得到解決。人權觀察的波里斯·迪特里赫（Boris Dittrich）評論說，這項新的更新「保護雙性人兒童免受非自願變動其性徵的侵害」。

## 評論
通過日惹原則的其中一位人權學者，同時也是英國倫敦國王學院的人權法教授羅伯特·溫特穆特（Robert Wintemute），在2021年接受訪談時，表示在討論該原則的會議上沒有考慮到有關跨性別的原則對女性權利的影響。羅伯特·溫特穆特同時也是LGB聯盟的律師，該英國團體主張許多跨性別議題威脅生理性別的權利，有些人認為該團體是反跨組織。
密西根法學院的法學博士David Brown在2010年發表的論文中，表示日惹原則試圖反映了國際人權法在性傾向和性別認同事務上的變化。不過該文也主張，日惹原則並非如其所聲稱的那樣，僅僅只是在將既有的人權法加以重述，而是推進其過程的一部分。儘管其制定者確實致力於重申既有的國際人權法義務，他們也同樣致力於將人權法中，對被歧視的受害者有幫助但在當時尚未達到具約束力地位的發展中元素，加以成文法化。該文主張，日惹原則犧牲了法律的精確性並過度主張，但也因此激發了真實生活改變的進展；其缺點則是，法官和政策制定者不願意直接引用，以免陷入接受其中一些過度進展的要求。該文認為整體來說，日惹原則在促進性傾向和性別認同領域的國際軟法以及一些國家的法律和政策發展上，有成功的貢獻。

## 外部連結
- THE YOGYAKARTA PRINCIPLES （页面存档备份，存于），中文版 （页面存档备份，存于）
- THE YOGYAKARTA PRINCIPLES plus 10 （页面存档备份，存于），中文版 （页面存档备份，存于）
- Mauro Cabral：We need an intersex version of the principles （页面存档备份，存于）
- Stephen Whittle：The Yogyakarta Principles provide guidance and are a constant reference point （页面存档备份，存于）
- Maxim Anmeghichean：The principles have put engagement with the UN on a totally different footing （页面存档备份，存于）
- Michael O'Flaherty & John Fisher：Sexual Orientation, Gender Identity and International Human Rights Law -- Contextualising the Yogyakarta Principles
- The Impact of the Yogyakarta Principles on International Human Rights Law Development：A Study of November 2007 – June 2010 （页面存档备份，存于）
- 亞太地區國家人權機構論壇（英语：Asia Pacific Forum）：Conclusions of Workshop on the Role of National Human Rights Institutions in the Promotion and Implementation of the Yogyakarta Principles （页面存档备份，存于），Workshop